# Scherzo en la bemol mayor (Borodín)

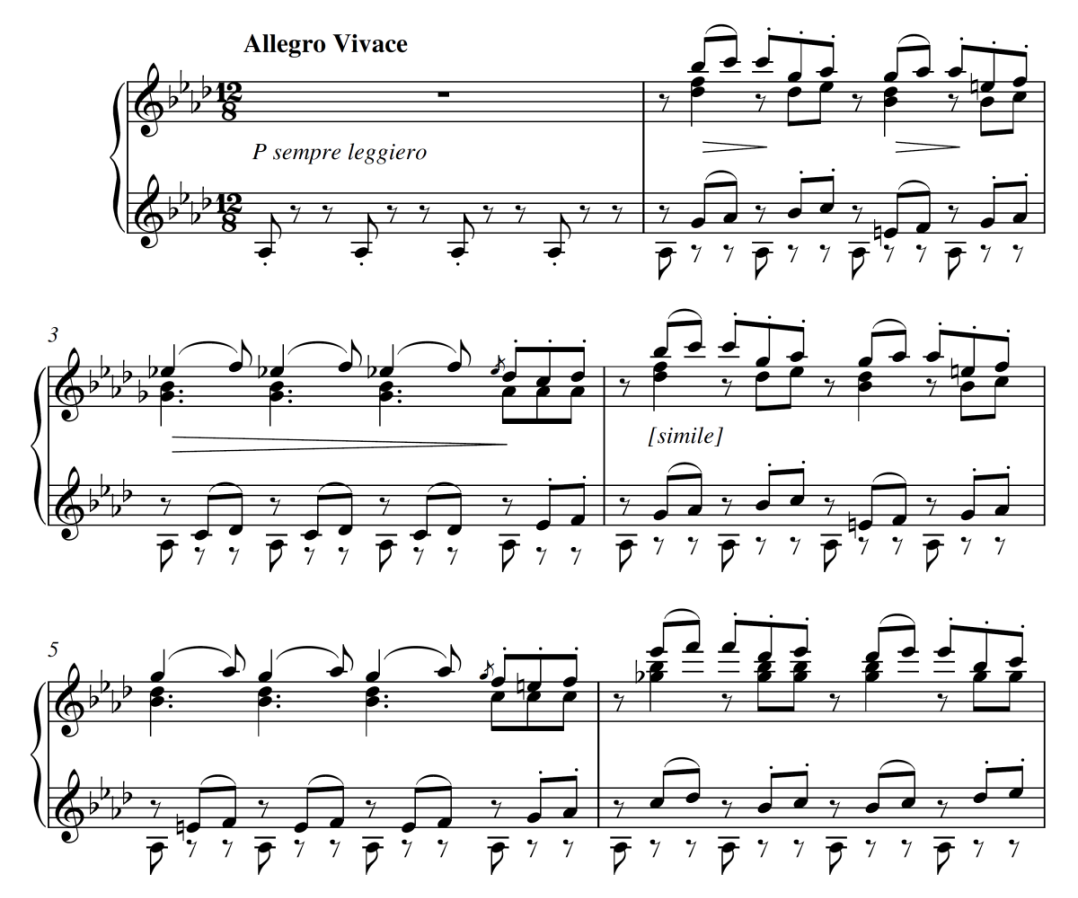
Los primeros seis compases del Scherzo en la bemol mayor de Borodín

El Scherzo in la bemol mayor es una animada pieza compuesta por Aleksandr Borodín en 1885, mientras se encontraba en Bélgica para dirigir un ensayo preliminar de su ópera, en aquel entonces incompleta, El príncipe Igor. Fue compuesta originalmente para piano solo, pero en 1889 Aleksandr Glazunov realizó una orquestación de esta pieza y de la Petite Suite. Borodín dedicó la pieza a Théodore Jadoul, que hizo un arreglo para piano a cuatro manos.

## Estilo
El Scherzo puede ser reconocido como un composiciones de Borodín de forma instantánea debido a su tono brillante, fuertes ritmos y emocionantes melodías. En el tema principal de la pieza se emplea un ritmo constante y claro, pero por desgracia esto también hace que sea muy difícil para el pianista debido a los constantes saltos de la mano. La pieza modula con frecuencia, haciéndola más interesante y variada. Tocada a la velocidad correcta, la pieza sólo dura alrededor de tres minutos. Esta "miniatura" ofrece un admirable resumen del estilo compositivo de su autor.

## Grabaciones

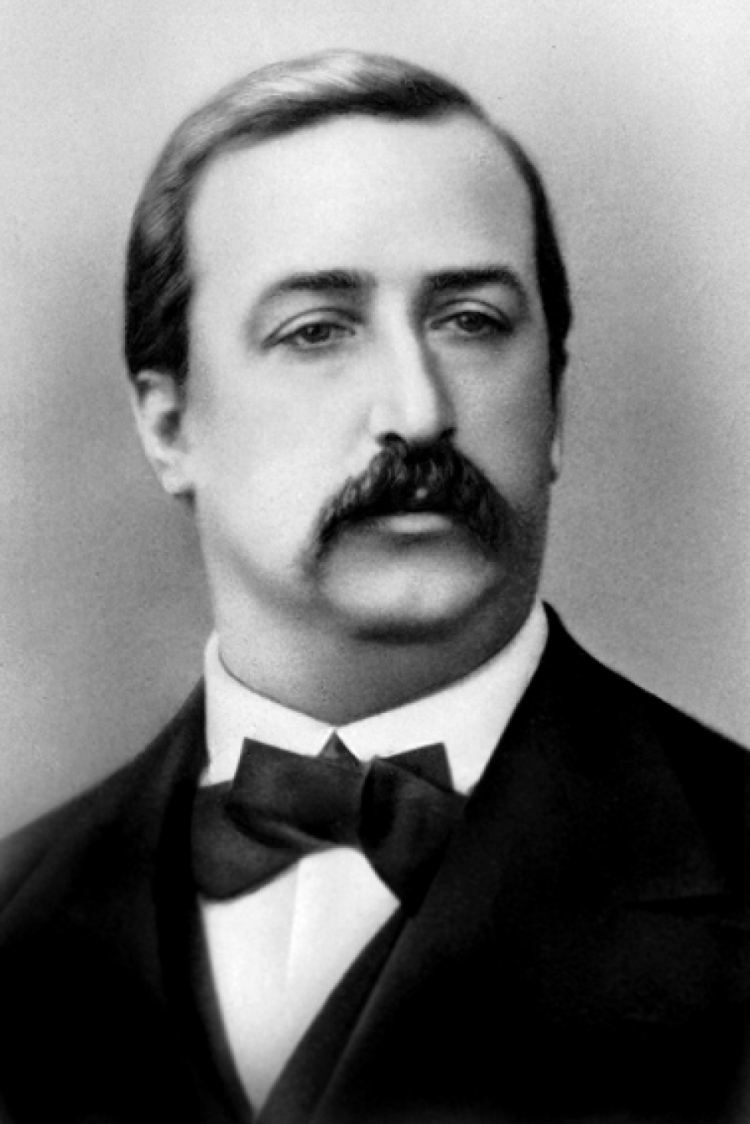
El compositor.

Los siguientes pianistas han grabado la pieza:

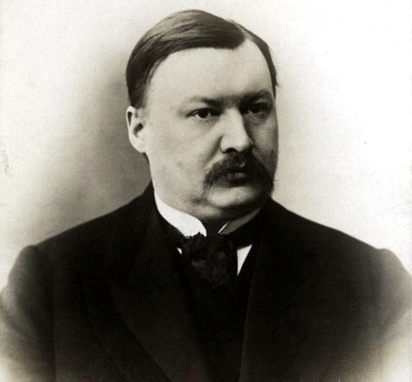
El arreglista.

| Pianista             | Duración | Discográfica       | Fecha de grabación |
| -------------------- | -------- | ------------------ | ------------------ |
| Vladímir Áshkenazi   | 02:48    | Philips Records    | 1983               |
| Margaret Fingerhut   | 02:58    | Chandos Records    | 1985               |
| Philip Edward Fisher | 03:22    | Chandos Records    | 2011               |
| Roberto Giordano     | 03:12    | Cypress Records    | 2004               |
| Dirk Joeres          | 02:59    | Largo Records      | 1986               |
| Vladimir Leyetchkiss | 03:15    | Centaur Records    | 1991               |
| Serguéi Rajmáninov   | 02:57    | RCA Victor         | 1935               |
| Marco Rapetti        | 03:21    | Brilliant Classics | 2008               |
| Victor Ryabchikov    | 03:04    | Olympia Records    | 1999               |
| Joseph Villa         | 02:49    | Dante Records      | 1980               |

## Orquestación
En 1889, dos años después de la muerte de Borodín, Aleksandr Glazunov orquestó la Petite Suite. El séptimo movimiento (Finale) pasa a ser el Scherzo, con el Nocturno insertado como un trío. La duración total del movimiento es de alrededor de ocho minutos.